# Gustav Adolf Hünersdorf
Gustav Adolf Hünersdorf (* 7. Oktober 1821 in Kassel; † 2. September 1906 in Wenigensömmern im Landkreis Sömmerda) war ein deutscher Gutsbesitzer und Mitglied der Zweiten Kammer der kurhessischen Ständeversammlung.

## Leben
Gustav Hünersdorf war ein Sohn des späteren Landrats in Kirchhain Ludwig Hünersdorf (* 1789) und dessen Ehefrau Eva, geb. Schneider sowie jüngerer (Halb-)Bruder des 1850 im Zuge der Deutschen Revolution 1848/1849 „renitenten“ Hanauer Obergerichtsrats und späteren, 1854 bis 1890 Oberbürgermeisters von Gotha Karl Heinrich Hünersdorf.
Von 1832 bis 1835 besuchte er das Königliche Gymnasium zu Kassel.
Von 1855 bis 1862 war er Mitglied der Zweiten Kammer der kurhessischen Ständeversammlung, gewählt aus der Gruppe der Höchstbesteuerten im Wahlbezirk Fritzlar. Im Anschluss saß er bis 1863 als liberal Konservativer in der kurhessischen Ständeversammlung.
Gustav Hünersdorf besaß in Kleinenglis, einem Stadtteil von Borken in Hessen, einen Gutsbetrieb.